# Condado de Red River
O Condado de Red River é um dos 254 condados do estado norte-americano do Texas. A sede do condado é Clarksville, e sua maior cidade é Clarksville.
O condado possui uma área de 2 739 km² (dos quais 19 km² estão cobertos por água), uma população de 14 314 habitantes, e uma densidade populacional de 5 hab/km² (segundo o censo nacional de 2000).
O condado foi criado em 1837.